# ワン・オブ・ア・カインド (ボビー・ウィットロックのアルバム)
『ワン・オブ・ア・カインド』（One of a Kind）は、アメリカ合衆国のミュージシャン、ボビー・ウィットロックが1975年に発表した、ソロ名義では3作目のスタジオ・アルバム。

## 解説
カプリコーン・レコード移籍第1弾アルバムに当たり、同レーベルに所属していたオールマン・ブラザーズ・バンドのメンバーがゲスト参加した。セールス的には成功に至らず、ウィットロックのアルバムとしては初めてBillboard 200入りを逃す結果となった。
Rob Caldwellはオールミュージックにおいて5点満点中2.5点を付け「聴き所の一つは、"You Don't Have to Be Alone"における、ディッキー・ベッツの味わい深く心に残るスライドである」「ウィットロックはいつも通り、ブルージーな唸り声から囁くような歌声まで、彼自身の経験に裏打ちされたボーカルを披露している」と評している。2016年には、日本のユニバーサルミュージックにより世界初CD化された。

## 収録曲
特記なき楽曲はボビー・ウィットロック作。
1. ムーヴィン・オン "Movin' On" – 5:09
2. ユー・スティル・オン・マイ・マインド "You Still on My Mind" – 3:12
3. ロッキー・マウンテン・ブルース "Rocky Mountain Blues" – 2:57
4. ビー・オネスト・ウィズ・ユアセルフ "Be Honest With Yourself" – 4:05
5. ゴーイン・トゥ・カリフォルニア "Goin' to California" – 3:49
6. フリー・アンド・イージー（ウェイ・オブ・ラヴィン・ユー） "Free and Easy (Way of Lovin' You)" (Bobby Whitlock, Dru Lomber) – 4:32
7. ザ・ライト・ロード・バック・ホーム "The Right Road Back Home" – 4:36
8. ユー・ドント・ハフ・トゥ・ビー・アローン "You Don't Have to Be Alone" – 5:48
9. ハヴ・ユー・エヴァー・フェルト・ライク・リーヴィン "Have You Ever Felt Like Leavin'" – 3:27
10. ウィ・メイド・イット・トゥ・ザ・ムーン "We Made It to the Moon" – 3:36

## 参加ミュージシャン
- ボビー・ウィットロック - ボーカル、ピアノ、オルガン、アコースティック・ギター、レスリー・ギター、チャイム、パーカッション
- T・J・ティンダル - エレクトリック・ギター、バンジョー
- ケニー・ティベッツ - ベース・ギター
- リック・エクスタイン - ドラムス

アディショナル・ミュージシャン
- ドル・ロンバー - スライドギター(on #3)
- ディッキー・ベッツ - スライドギター(on #8)
- チャック・リーヴェル - ピアノ(on #3, #7, #10)
- ジェイモー - コンガ(on #1, #6)
- ジョニー・サンドリン - タンバリン(on #5, #9)
- シド・シャープ・アンド・ヒズ・マジック・ヴァイオリンズ - ストリングス
- ジミー・ハスケル（英語版） - ストリングス・アレンジ